# Prix littéraire Rheinische Siegburg
Le prix littéraire Rheinische Siegburg (en allemand : Rheinische Literaturpreis Siegburg) est un prix littéraire décerné par la ville allemande de Siegburg (Rhénanie-du-Nord-Westphalie) de 1995 à 2014 principalement à des auteurs de la région rhénane.

## Histoire
Le prix est fondé par Jochen Arlt et est d'abord décerné annuellement, puis tous les deux ans. Le comité culturel du conseil municipal de Siegburg déterminait les sujets et les procédures d'appel d'offres pour les prix et le gagnant était ensuite choisi par un jury spécialisé.
Le prix de littérature était doté de 5 000 euros et était décerné en novembre lors des Semaines littéraires de Siegburg.

## Lauréats
- 1995 : Petra Hammesfahr  (roman policier)
- 1996 : Jochen Schimmang (de)  (histoire)
- 1997 : Peter Maiwald (de)  (poésie)
- 1998 : Jürgen Becker (pièce radiophonique)
- 1999 : Gisbert Haefs (de)  (prose de la génération post-Böll)
- 2000 : Dieter Höss (de)  (satirique et humoristique littéraire)
- 2001 : Jo Pestum (de)  (livre jeunesse - roman et nouvelles)
- 2002 : Hans Bemmann  (littérature fantastique)
- 2004 : Karl Otto Conrady (de)  (essai)
- 2006 : Ralph Giordano  (littérature de voyage)
- 2008 : Burkhard Spinnen (de)  (histoire courte)
- 2010 : Norbert Scheuer (de)  (Heimat - prose de Rhénanie)
- 2012 : Martin Baltscheit (de) (la démence dans les livres pour enfants)[1]
- 2014 : Randi Crott (de) (textes autobiographiques)[2]